# 扎窝镇
扎窝乡，是中华人民共和国四川省阿坝藏族羌族自治州黑水县下辖的一个乡镇级行政单位。

## 行政区划
扎窝乡下辖以下地区：
西里村、俄窝村、日布村、若尔村、洛尔坝村、若多村、克别村和朱坝村。